# Jesper Nelin
Jesper Erik Nelin, född 3 oktober 1992 i Gislaved, är en svensk skidskytt som debuterade i världscupen i december 2015. Han ingick i det svenska herrstafettlag som vann OS-guld i Pyeongchang 2018. 
Den 7 januari 2018 tog han sin första pallplats och seger i världscupen då han ingick i det svenska lag som vann herrstafetten i Oberhof. Segern var Sveriges första världscupvinst i stafett sedan 2009.
Vid världsmästerskapen i rullskidskytte 2023 i Brezno-Osrible, Slovakien, tog Nelin brons i sprinten.

## Resultat

### Världscupen
Säsongen 2022/23 blev Nelins dittills bästa säsong med en 15:e plats i den totala världscupen, mycket tack vare ett förbättrat skytte med en total träffprocent på 84 procent, jämfört med föregående säsongs 75 procent.

### Individuella pallplatser
Nelin har en individuell pallplats i världscupen, en tredjeplats. 
| Säsong    | Datum       | Plats | Disciplin        | Placering |
| --------- | ----------- | ----- | ---------------- | --------- |
| 2023/2024 | 2 mars 2024 | Oslo  | Masstart (15 km) | 3:a       |

### Pallplatser i lag
I lag har Nelin arton pallplatser i världscupen: två segrar, sju andraplatser och nio tredjeplatser. Samt tre VM-medaljer i stafett, guld från Nové Město 2024, silver från Pokljuka 2021 och brons från Oberhof 2023. 
| Säsong  | Datum            | Plats                | Disciplin  | Placering | Lagkamrat(er)                       |
| ------- | ---------------- | -------------------- | ---------- | --------- | ----------------------------------- |
| 2017/18 | 7 januari 2018   | Oberhof              | Stafett    | 1:a       | Ponsiluoma / Samuelsson / Lindström |
| 2019/20 | 30 november 2019 | Östersund            | Mixstafett | 3:a       | Persson / Brorsson / Ponsiluoma     |
| 2019/20 | 7 mars 2020      | Nové Město na Moravě | Stafett    | 3:a       | Samuelsson / Femling / Ponsiluoma   |
| 2020/21 | 6 december 2020  | Kontiolax            | Stafett    | 2:a       | Femling / Ponsiluoma / Samuelsson   |
| 2020/21 | 13 december 2020 | Hochfilzen           | Stafett    | 1:a       | Femling / Ponsiluoma / Samuelsson   |
| 2020/21 | 20 februari 2021 | Pokljuka (VM)        | Stafett    | 2:a       | Femling / Ponsiluoma / Samuelsson   |
| 2020/21 | 14 mars 2021     | Nové Město           | Mixstafett | 3:a       | Öberg / Magnusson / Ponsiluoma      |
| 2021/22 | 4 mars 2022      | Kontiolax            | Stafett    | 2:a       | Femling / Ponsiluoma / Samuelsson   |
| 2021/22 | 13 mars 2022     | Otepää               | Mixstafett | 2:a       | Ponsiluoma / Persson / Öberg        |
| 2022/23 | 10 december 2022 | Hochfilzen           | Stafett    | 2:a       | Ponsiluoma / Femling / Samuelsson   |
| 2022/23 | 8 januari 2023   | Pokljuka             | Mixstafett | 3:a       | Ponsiluoma / Brorsson / E. Öberg    |
| 2022/23 | 18 februari 2023 | Oberhof (VM)         | Stafett    | 3:a       | Femling / Ponsiluoma / Samuelsson   |
| 2023/24 | 20 januari 2024  | Antholz              | Mixstafett | 3:a       | Magnusson / E. Öberg / Ponsiluoma   |
| 2023/24 | 17 februari 2024 | Nové Město (VM)      | Stafett    | 1:a       | V. Brandt / Ponsiluoma / Samuelsson |
| 2023/24 | 3 mars 2024      | Oslo                 | Mixstafett | 2:a       | Brorsson / E.Öberg / Ponsiluoma     |
| 2024/25 | 30 november 2024 | Kontiolax            | Mixstafett | 3:a       | Magnusson / E. Öberg / Ponsiluoma   |
| 2024/25 | 1 december 2024  | Kontiolax            | Stafett    | 3:a       | V. Brandt / Ponsiluoma / Samuelsson |
| 2024/25 | 15 december 2024 | Hochfilzen           | Stafett    | 3:a       | V. Brandt / Ponsiluoma / Samuelsson |
| 2024/25 | 17 januari 2025  | Ruhpolding           | Stafett    | 2:a       | V. Brandt / Ponsiluoma / Samuelsson |
| 2024/25 | 25 januari 2025  | Antholz              | Stafett    | 3:a       | V. Brandt / Ponsiluoma / Samuelsson |
| 2024/25 | 16 mars 2025     | Pokljuka             | Singelmix  | 2:a       | Skottheim                           |

#### Ställning i världscupen
| Säsong  | Totalt | Totalt | Distans | Distans | Sprint | Sprint | Jaktstart | Jaktstart | Masstart | Masstart |
| Säsong  | Poäng  | Plac.  | Poäng   | Plac.   | Poäng  | Plac.  | Poäng     | Plac.     | Poäng    | Plac.    |
| ------- | ------ | ------ | ------- | ------- | ------ | ------ | --------- | --------- | -------- | -------- |
| 2015/16 | 59     | 61:a   | 0       | –       | 44     | 53:e   | 15        | 64:e      | –        | –        |
| 2016/17 | 9      | 89:e   | 0       | –       | 0      | –      | 9         | 68:e      | –        | –        |
| 2017/18 | 135    | 40:e   | 0       | –       | 72     | 34:e   | 47        | 42:a      | 16       | 38:e     |
| 2018/19 | 156    | 40:e   | 41      | 26:e    | 43     | 45:e   | 62        | 35:e      | 10       | 43:e     |
| 2019/20 | 181    | 31:a   | 0       | –       | 72     | 30:e   | 51        | 30:e      | 58       | 26:e     |
| 2020/21 | 257    | 29:e   | 9       | 54:e    | 110    | 27:e   | 105       | 25:e      | 20       | 41:a     |
| 2021/22 | 87     | 54:e   | 29      | 24:e    | 42     | 55:e   | 16        | 63:e      | –        | –        |
| 2022/23 | 440    | 15:e   | 76      | 14:e    | 147    | 17:e   | 132       | 19:e      | 85       | 18:e     |
| 2023/24 | 336    | 23:a   | 77      | 12:a    | 76     | 31:a   | 81        | 26:a      | 102      | 16:e     |
| 2024/25 | 352    | 22:a   | 31      | 34:a    | 136    | 22:a   | 90        | 25:a      | 95       | 19:e     |

Nytt poängsystem fr.o.m. säsongen 2022/2023.

### Olympiska spel
| Tävling          | Distans | Sprint | Jaktstart | Masstart | Stafett | Mixstafett |
| ---------------- | ------- | ------ | --------- | -------- | ------- | ---------- |
| Pyeongchang 2018 | 24:e    | 30:e   | 18:e      | 9:e      | Guld    | 11:e       |
| Peking 2022      | 64:e    | 55:e   | 31:a      | –        | 5:e     | –          |

### Världsmästerskap
| Tävling          | Distans | Sprint | Jaktstart | Masstart | Stafett | Mixstafett | Singelmix |
| ---------------- | ------- | ------ | --------- | -------- | ------- | ---------- | --------- |
| Oslo 2016        | 54:e    | 31:a   | 38:e      | –        | 7:e     | 12:e       | i.u.      |
| Hochfilzen 2017  | 54:e    | 59:e   | 44:e      | –        | 11:e    | 6:e        | i.u.      |
| Östersund 2019   | 28:e    | 41:a   | 33:e      | –        | 7:e     | 5:e        | –         |
| Antholz 2020     | 42:a    | 19:e   | 11:e      | 19:e     | 10:e    | 11:e       | –         |
| Pokljuka 2021    | 83:e    | 18:e   | 29:e      | 28:e     | Silver  | –          | –         |
| Oberhof 2023     | 22:a    | 45:e   | 23:e      | 16:e     | Brons   | —          | —         |
| Nové Město 2024  | 33:a    | 23:a   | 41:a      | –        | Guld    | –          | –         |
| Lenzerheide 2025 | 14:e    | 14:e   | 11:e      | 10:a     | 4:a     | –          | –         |